# Tsubasa Shibuya
Tsubasa Shibuya (født 27. januar 1995) er en japansk fodboldspiller, som spiller for den japanske fodboldklub Nagoya Grampus.